# Zopherus uteanus
Zopherus uteanus är en skalbaggsart som först beskrevs av Thomas Casey 1907.  Zopherus uteanus ingår i släktet Zopherus och familjen barkbaggar. Inga underarter finns listade i Catalogue of Life.